# 38-й Нью-Йоркский пехотный полк
38-й Нью-Йоркский добровольческий пехотный полк (англ. 38th New York Volunteer Infantry Regiment), также 2nd Regiment Scott Life Guard — один из пехотных полков армии Союза во время Гражданской войны в США. Полк прошёл почти все сражения Гражданской войны на востоке от первого сражения при Булл-Ран до сражения при Чанселорсвилле и был расформирован в июне 1863 года ввиду истечения срока службы.

## Формирование
Полк формировался в Нью-Йорке, его набор проходил в офисе в доме № 497 по Бродвею с 19 апреля 1861 года. 7 мая полк был принят на службу штата Нью-Йорк, а 14 мая переведён в казармы на Лонг-Айленд и ему был присвоен его порядковый номер. 29 мая были выбраны офицеры: командиром полка стал полковник Хобарт Уорд, подполковником — Эддисон Фарнсворт, майором — Джеймс Декатур Поттер. Там же на Лонг-Айленде в полк ввели дополнительные три роты: «Н» (Женева), «I» (Хорсхед) и «К» (Элизабеттаун). 3 июня полк был проинспектирован и принят на службу в федеральную армию сроком на 2 года. 15 июня полк получил униформу, 19 июня он был обеспечен оружием и патронами и отправлен в Вашингтон через Харрисберг и Балтимор. На момент формирования в полку числилось 800 человек.

## Боевой путь
Полк прибыл в Вашингтон утром 21 июня и 23 июня встал лагерем в Меридиан-Хилл. 4 июля полк прошёл парадом по городу в присутствии президента Линкольна и генерала Уинфилда Скотта. 7 июня полк был отправлен в Александрию и сведён в бригаду с 1-м Мичиганским и 11-м Нью-Йоркским, под общим командованием полковника Орландо Уилкокса.
16 июля началось наступление федеральной армии на Манассас; полк присоединился к наступлению 17 июля и занял Фэирфакс. Днём 19 июля полк прибыл в Сентервилл. 21 июля началось первое сражение при Булл-Ран. Полк, действуя в составе дивизии Хейнцельмана, участвовал в наступлении на левый фланг армии Юга. В этом бою полк потерял 19 человек убитыми, трёх офицеров и 47 рядовых ранеными и трёх офицеров (в их числе майора Поттера) и 54 рядовых пленными. После сражения полк вернулся в Александрию, а в августе был размещён на Лисбергской дороге  и сведён в бригаду с 40-м Нью-Йоркским, 3-м Менским и 4-м Менским под общим командованием полковника Оливера Ховарда.
18 августа 4 рядовых были захвачены противником во время нападения на пикет. В августе рядовые полка участвовали в сооружении форта Уорд, а в сентябре - сооружении форта Лайон. В октябре полк стал частью бригады Джона Седжвика. 27 декабря подполковник Эддисон Фарнсворт покинул полк и стал полковником 79-го Нью-Йоркского полка.
15 января 1862 года в полк вернулись 24 человека, взятых в плен в первом сражении при Булл-Ран, а 18 января подполковником полка стал Джеймс Стронг, служивший до этого капитаном 21-го Нью-Йоркского полка.
В марте бригада была переведена в дивизию Гамильтона, Седжвик перешёл на дивизионное командование и его бригаду возглавил бригадный генерал Дэвид Бирни. 10 марта полк участвовал в наступлении к Манассасу, а 17 марта был отправлен в Александрию, погружен на транспорта и 20 марта высажен в форте Монро на вирджинском полуострове. 25 марта полк выдвинулся к Йоктауну и принял участие в осаде города. В момент  эвакуации Йорктауна 5 апреля 1862 года полк находился в пикетной службе, поэтому первым вошёл в Йорктаун и первым установил своё знамя на форте Магрудер.
В тот же день дивизия (которой теперь командовал генерал Филип Керни) продолжила наступление и подошла к Уильямсбергу, где уже вела бои дивизия Хукера. В 15:00 дивизия была введена в бой и три раза атаковала противника, и с третьего раза заставила противника отступить. 38-й Нью-Йоркский сражался три часа; в сражении при Уильямсберге он потерял убитыми 19 человек, ранеными 58 рядовых и 6 офицеров, в том числе подполковника Стронга. 5 рядовых пропало без вести. 6 мая полк был оставлен в Уильямсберге в качестве военной полиции, и присоединился обратно к дивизии 12 мая.
31 мая полк был задействован в сражении при Севен-Пайнс, где было потеряно 2 рядовых убитыми, 13 человек ранеными и трое - пропавшими без вести. Во время отступления армии в ходе Семидневной битвы полк находился при арьергарде и 30 июня участвовал в сражении при Глендейле. 1 июля во время сражения при Малверн-Хилл он использовался в качестве охранение при батарее Томсона.
В середине августа дивизию Керни отправили в Северную Вирджинию: 15 августа полк покинул лагерь в Харрисон-Лендинг, 18 августа прошёл через Уильямсберг, 20-го погрузился на транспорта и 22 августа высадился в Александрии. 23 августа полк прибыл к Манассас-Джанкшен, где дивизия Керни присоединилась к Вирджинской армии. 28 августа полк пришёл в Сентервилл, а 29 и 30 августа участвовал во втором сражении при Булл-Ран, где потерял 16 человек.
1 сентября дивизия Керни сражалась против корпуса Томаса Джексона при Шантильи; 38-й Нью-Йоркский потерял при этом 7 человек убитыми, 28 человек ранеными и 4 человек пропавшими без вести. Полк был отведён в Александрию и простоял там до 15 сентября. В октябре полковник Уорд стал генералом и временное командование полком принял подполковник Уильям Бирни.